# 알베아르 대로
알베아르 대로 (Avenida Alvear)는 아르헨티나의 수도 부에노스아이레스의 간선 도로이다. 알베아르 대로는 레콜레타와 레티로에 자리잡고 있으며, 일곱 블럭을 차지하고 있다. 부에노스아이레스 의회는 알베아르 대로를 역사 보호지구로 지정하는 법안을 통과시켰다. 미국의 방송은 NBC의 조사에 따르면, 이 알베아르 대로는 가치, 매력도와 상점의 가격 측면에서 세계에서 5번째 안에 드는 거리로 선정되기도 했다.

## 역사
원래 이 거리는 베야 비스타 (Bella Vista) 거리로 불렸지만, 1885년에 이 거리를 설계한 부에노스아이레스의 첫 시장인 토르쿠아토 데 알베아르가 자신의 아버지인 카를로스 마리아 데 알베아르의 이름을 따서 알베아르 대로로 명명했다. 원래 이 거리는 부에노스아이레스 시와 부에노스아이레스 주의 경계를 형성하는 말도나도 하천까지 닿았다. 그 때쯤, 파라과이 전쟁 후 부에노스아이레스에는 황열병이 덮쳤 도시의 많은 부유한 집안들이 레티로 구역으로 이주했다. 이들의 이주와 함께 이 대로가 지어졌으며, 이 대로는 곧 궁전과 대저택으로 가득차게 된다. 시간이 흐르면서 이 부유한 집안들은 보다 더 북쪽인 팔레르모나 벨그라노로 이주했지만 이 건물들은 보존되어 대사관, 호텔, 회원제 클럽, 정부 기관 건물로 쓰이게 된다.

## 거리 모습
이 거리는 동쪽의 레티로 바리오의 세리토 거리와 교차하며 1301 번지로 시작한다. 그곳의 카를로스 펠레그리니 광장에는 아르헨티나의 대통령이었던 카를로스 펠레그리니를 기념하는 상이 서있고, 그 측면에는 현재 프랑스 대사관으로 쓰이고 있는 오르티스 바수알도 궁전과 브라질 대사관으로 쓰이고 있는 페레다 저택, 그리고 아르헨티나 경마 클럽으로 쓰이는 카사레스 운수에 콘셉시온 궁전이 위치하고 있다.
북동쪽 방면으로 두 블럭을 가서 몬테비데오 거리를 건너면  레콜레타 지구로 들어서게 된다. 이 코너에 주아르헨티나 교황청대사관과 영국의 경매회사인 소더비가 자리잡고 있고, 몇 미터 옆에는 두아우 궁전이 자리잡고 있는데 현재는 파크 하얏트 호텔로 쓰이고 있다. 로드리게스 페냐 거리와의 교차점에는 아르헨티나 문화부가 자리잡고있다.
아야우초 거리와의 교차로에는 도시에서 가장 유서깊은 호텔 중 하나인 알베아르 팰리스 호텔이 자리잡고 있고, 알베아르 광장에 도착하면, 부에노스아이레스의 첫 시장인 토르쿠아토 알베아르를 기념하는 상이 있다. 이 곳에서부터 알베아르 대로는 방향을 북쪽으로 삐쳐나가서 리베르타도르 대로와 만나게 된다.

## 알베아르 대로의 건축물들

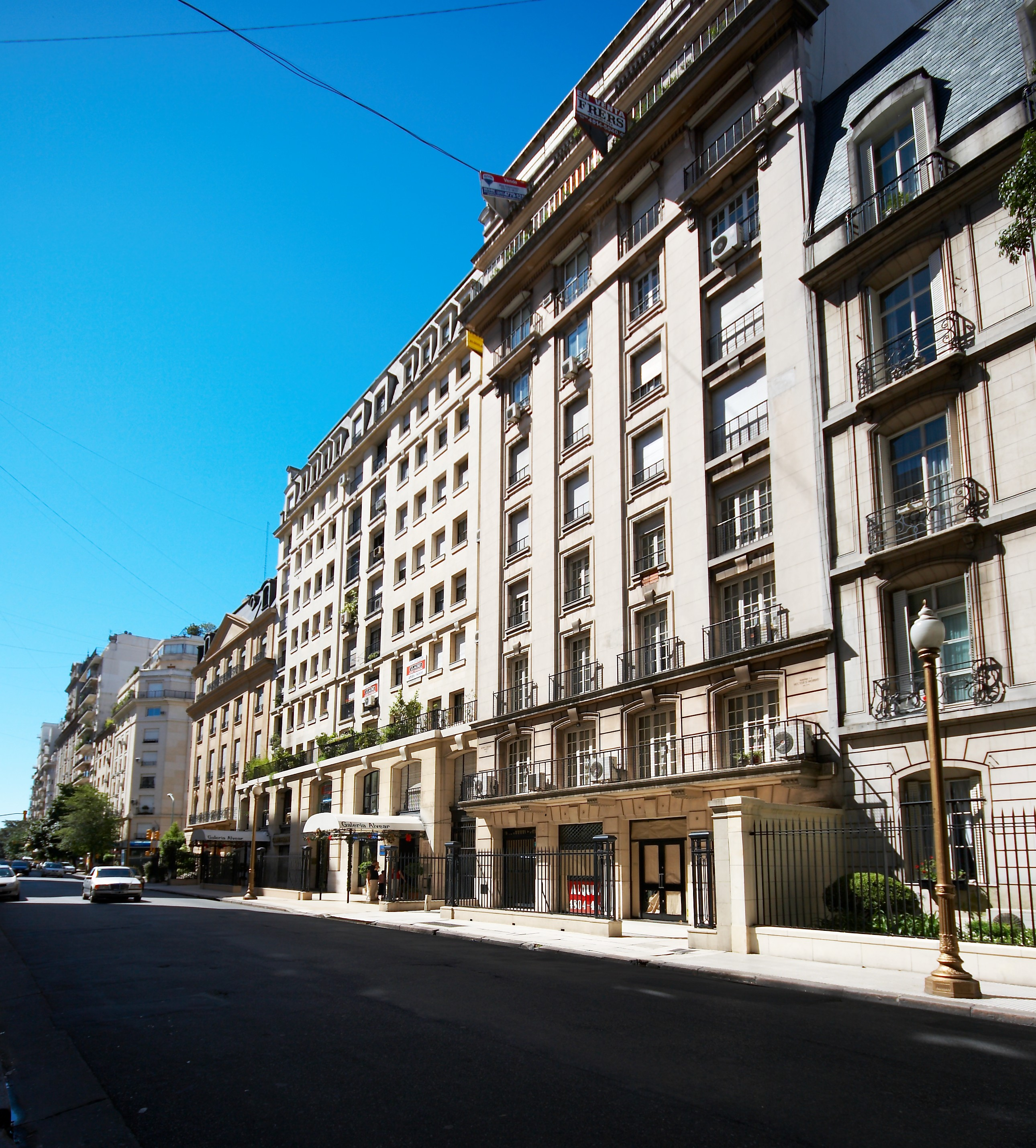
알베아르 갤러리

알베아르 대로에서는 풍성한 건축 유산을 만나볼 수 있는데, 프랑스 보자르 건축양식이 지배적이다. 이러한 건축물들은  대부분 1880년에서 1920년 사이에 건축된 건물인데, 당시 아르헨티나는 부흥기를 맞고 있었고 상류층들은 가장 좋아하던 도시는 파리였다.
오르티스 바수알도 궁전은 현재 프랑스 대사관으로 쓰이고 있고, 페르난데스 안초레나 궁전은 교황청의 소유로, 부에노스아이레스의 교황청 대사관으로 쓰이고 있다. 페레다 궁전은 브라질 대사관으로 쓰이고 있고, 파크 하얏트 호텔로 쓰이고 있는 두아우 궁전, 카세이 궁전, 알베아르 호텔 등이 알베아르 대로의 상징적인 건물로 꼽힌다.
이 거리에는 세계적으로 잘 알려진 디자이너 브랜드들과 예술 갤러리들이 많이 있다. 이 대로와 평행하는 포사다 거리에는 파티오 불리치 쇼핑센터가 자리잡고 있다. 이 쇼핑센터에는 겐조, 디젤, 크리스티앙 라크르와, 휴고 보스, 라코스테, 막스 마라, 오메가, 스와로브스키, 티파니, 롤렉스 등이 자리잡고 있다.
그런데 최근의 아르헨티나 경제정책의 변화로 이런 유명 고급 브랜드들이 아르헨티나에서 철수하며 알베아르 대로가 비워지게 되기도 했다. 대표적으로는 루이비통, 아르마니, 카르티에, 랄프 로렌, 이브 생 로랑, 펜디 등이 떠났고, 현재 이 알베아르 대로에는 에르메스, 몽블랑, 에르메네질도 제냐만이 남아서 영업 중이다.

## 갤러리

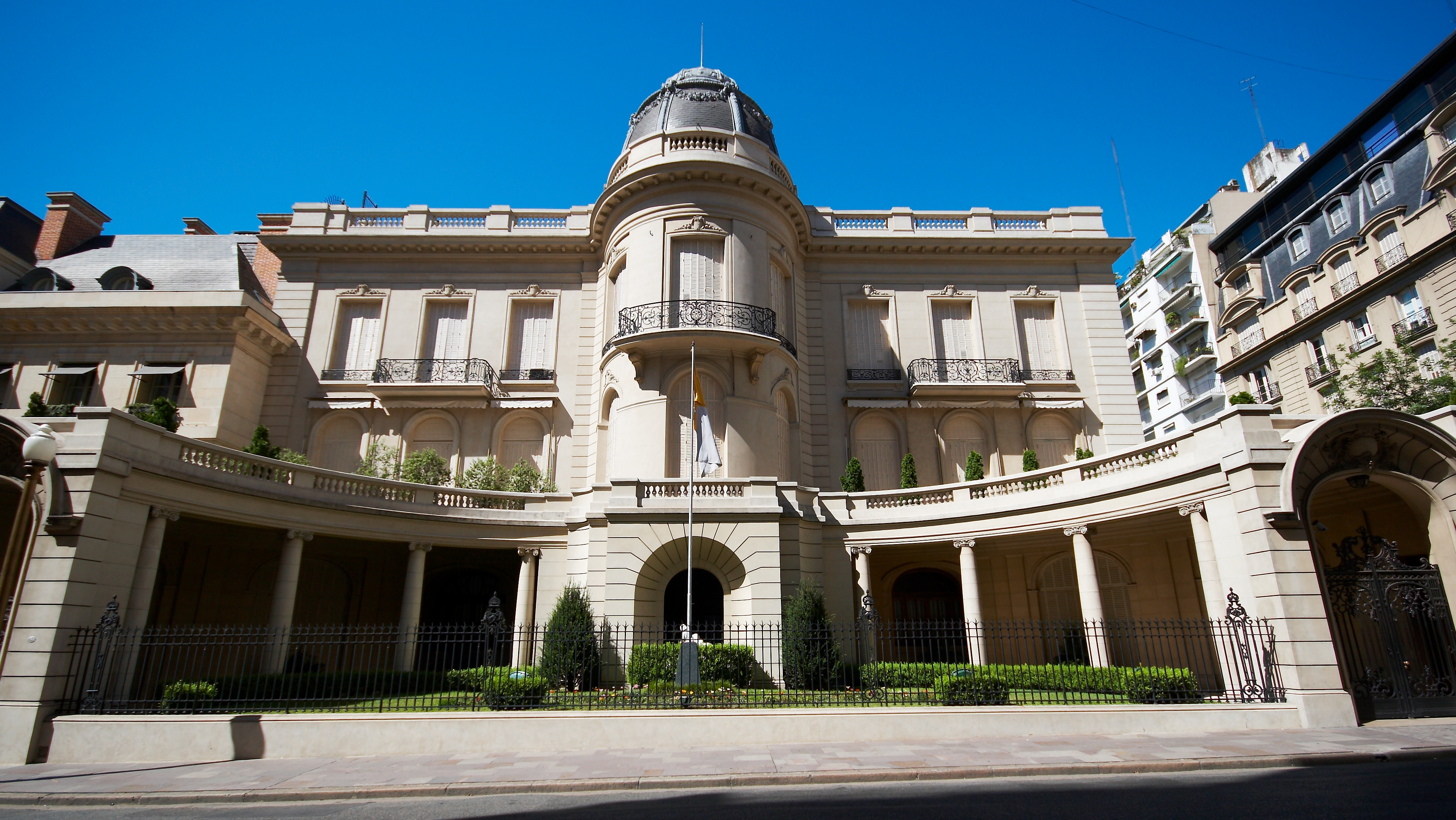
주아르헨티나 바티칸대사관
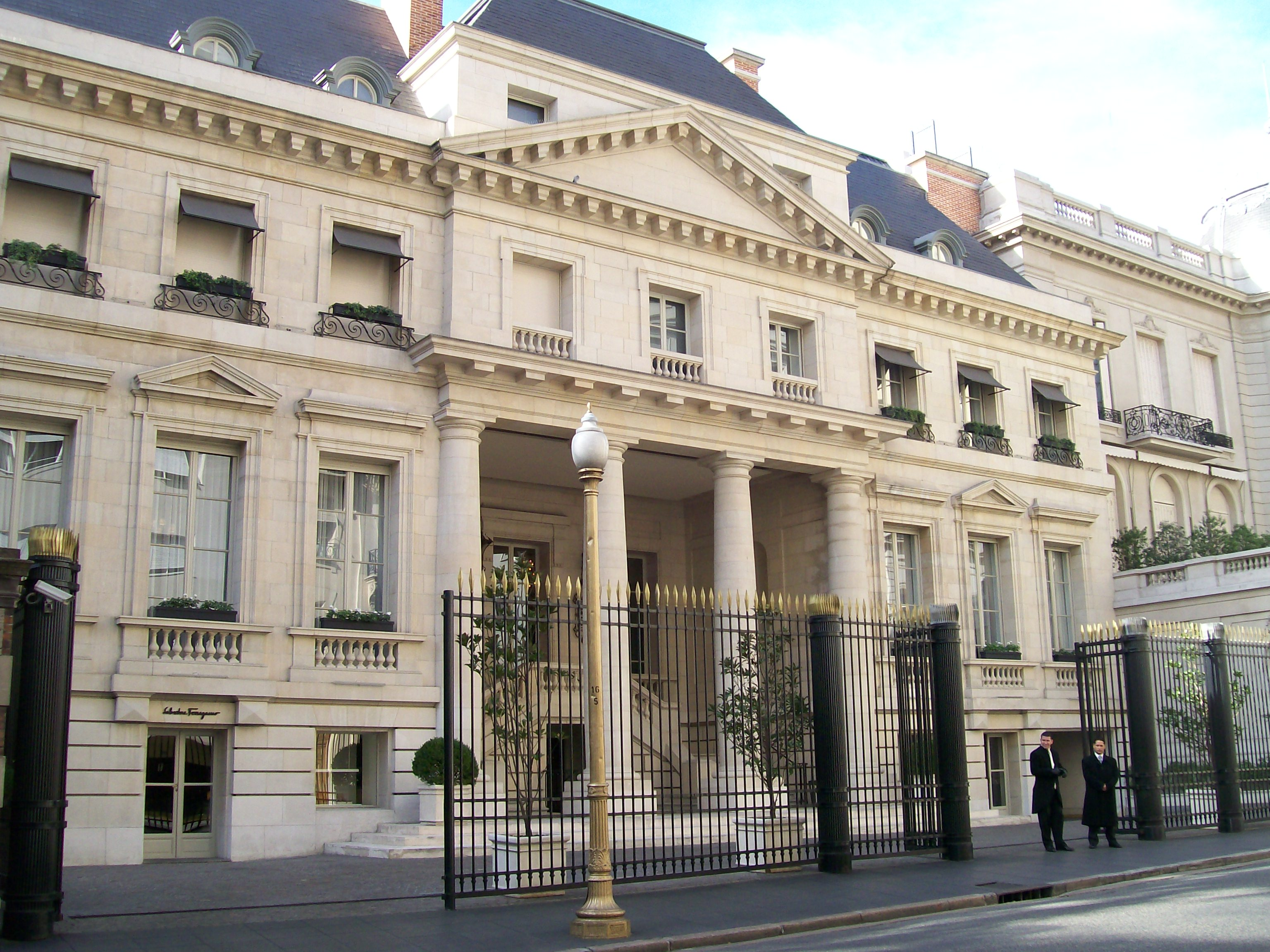
두아우 궁전.
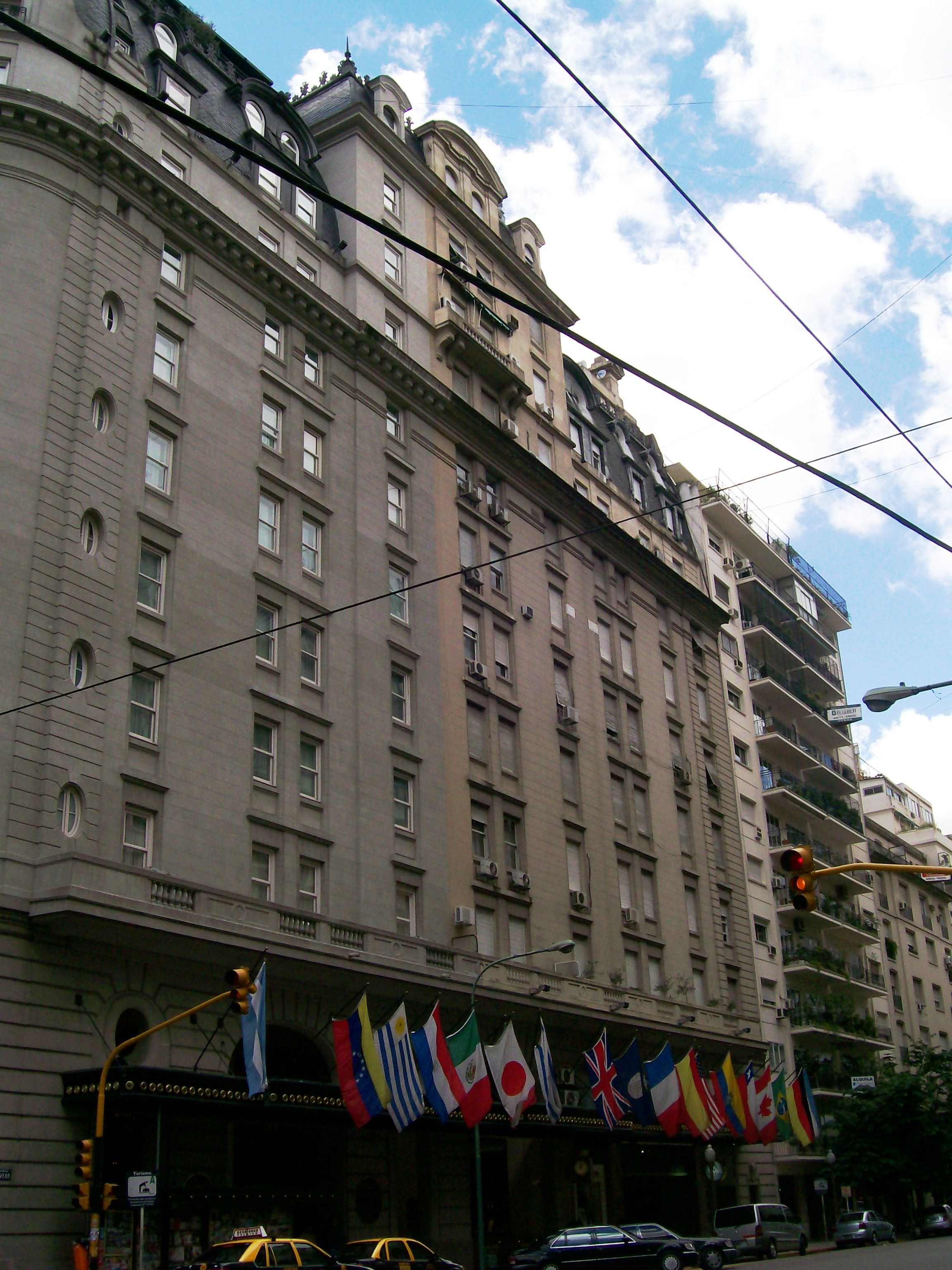
알베아르 호텔.
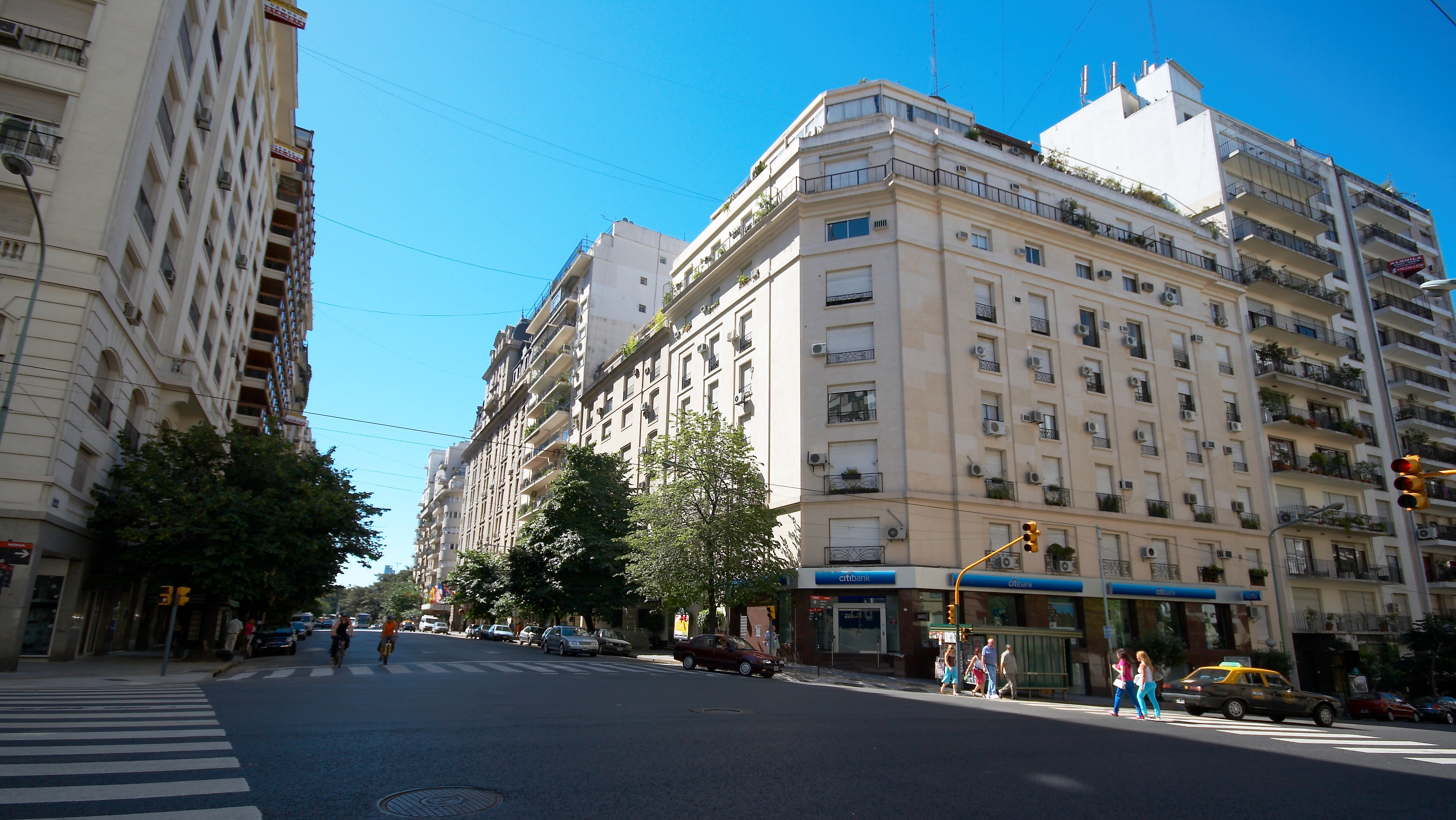
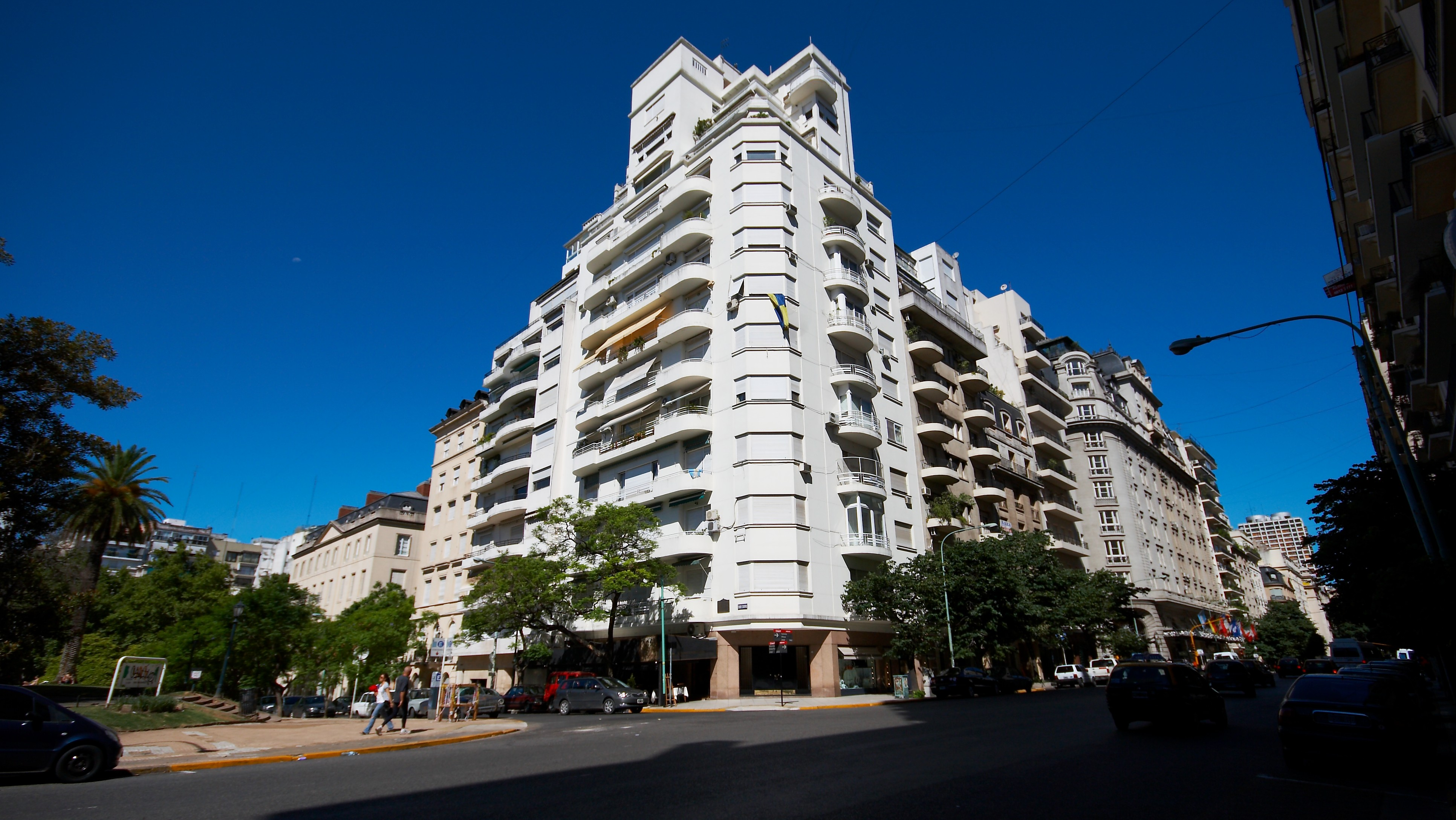
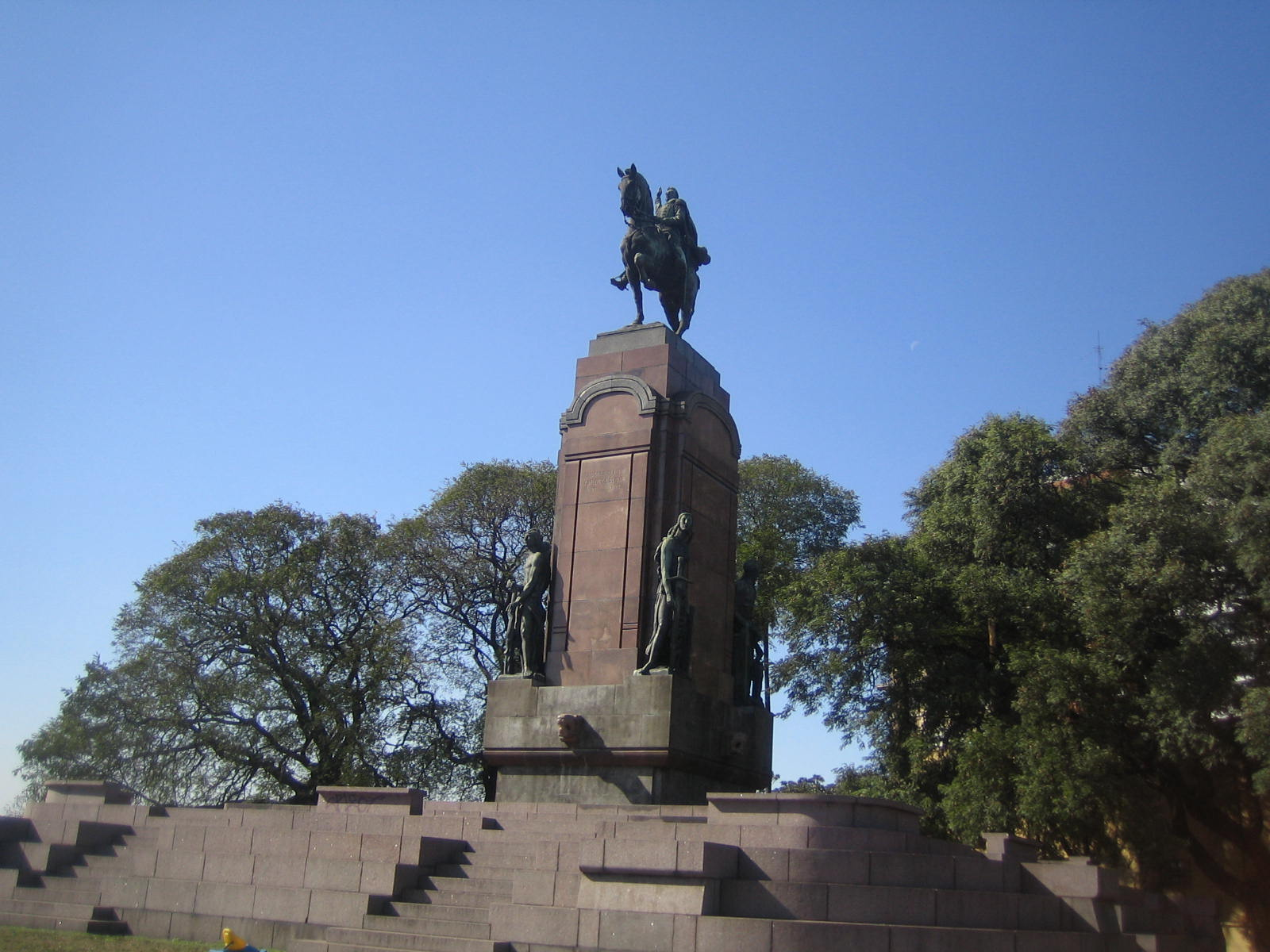
카를로스 마리아 데 알베아르 장군 기마상